# Marche de Misnie
965–1423
Entités précédentes :
- Marca Geronis

Entités suivantes :
- Électorat de Saxe

La marche de Misnie ou le margraviat de Misnie (en allemand : Markgrafschaft Meißen) était un État médiéval du Saint-Empire romain germanique, qui se trouvait dans la région de l’actuel land allemand de Saxe. La marche fondée fut établie par l'empereur Otton Ier vers l'an 965 de la dislocation de la marca Geronis (« la Marche de Gero ») située au-delà de l'Elbe et la Saale à l'est du duché de Saxe.
En 1423, le margraviat est intégré à l'électorat de Saxe, l'ancien duché de Saxe-Wittemberg, sous le règne de la maison de Wettin.

## Étymologie
Le nom marche de Misnie se réfère au château de Misni (Meissen), appelé d'après d'un ruisseau voisin (la Meisa). Selon la historiographie du XIXe au XXe siècle, ce nom désignait une grande marche qui était créée à partir de 965, gouvernée par des margraves au nom de l'empereur Otton Ier. Située à l’est de Mersebourg et Marche de Zeitz, son territoire s'étendait le long de l'Elbe, traversant les territoires slaves (sorabes) jusqu'aux monts Métallifères et à la frontière de Bohême au sud-est. Au nord elle bordée à la marche de Lusace (la marche de l'Est saxonne).
Le territoire de la marche de Misnie fut parfois aussi appelée la  « marche de Thuringe » ou la « marche Sorabe ». Néanmoins, le nom de « marche Sorabe » (limes Sorabicus) n’apparait que quatre fois dans les Annales de Fulda au IXe siècle. Habituellement, il était plutôt utilisé pour désigner la zone à l'est de la Thuringe, les territoires situés au-delà de la Saale habités par les Slaves occidentaux, les ancêtres des Sorabes. Elles sont donc à distinguer des territoires des Milceni, mentionnés par le Géographe bavarois, au nord-est.

## Histoire

### Fondation

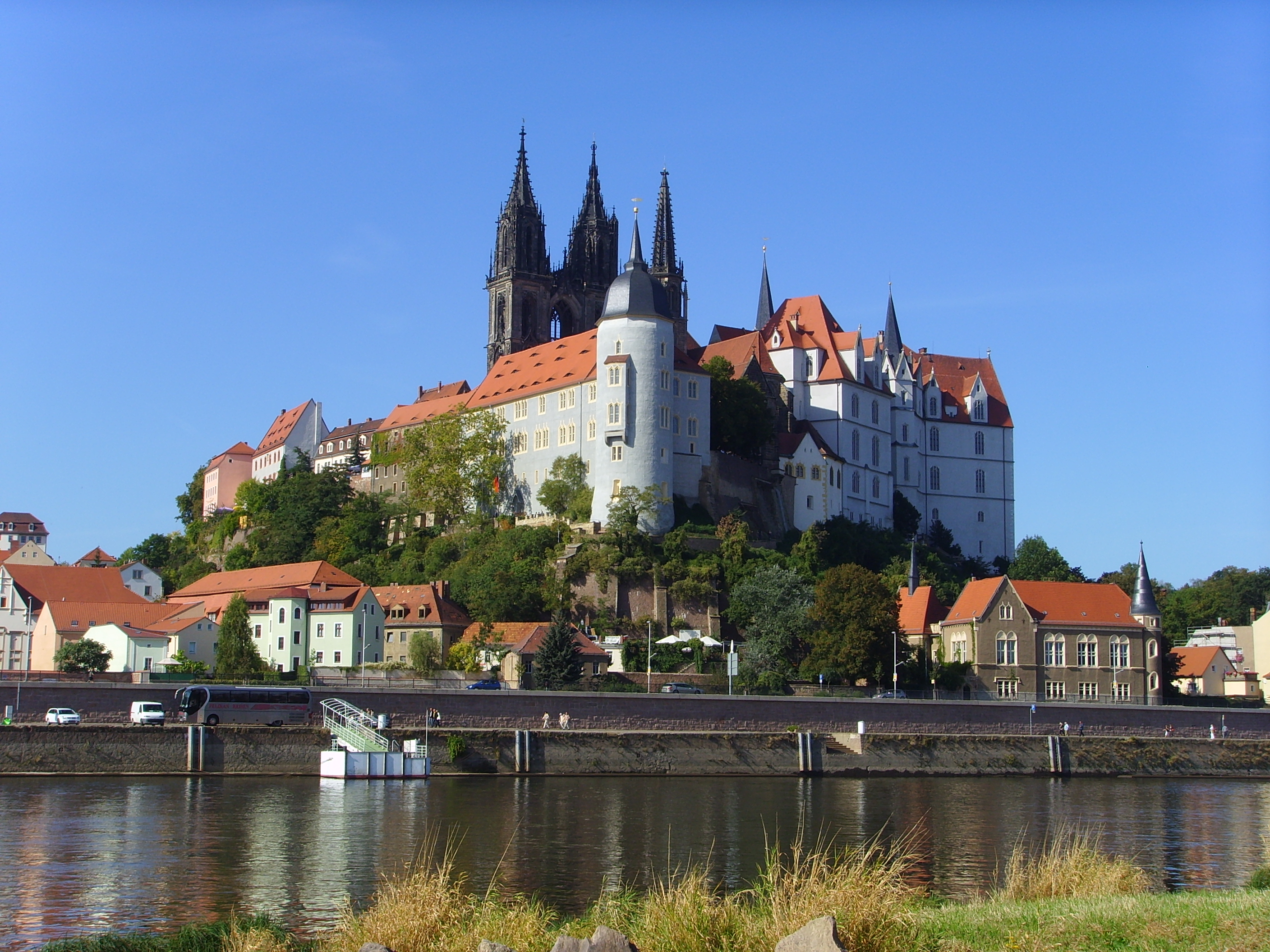
Le château d'Albrechtsburg et la cathédrale de Meissen

C'est en 928 ou 929, lors d’une campagne contre les tribus slaves des Daleminciens, que le roi Henri Ier de Germanie construisit un château fort sur une colline dominant l’Elbe. Une ville s’est développée ensuite autour du château. Vers l'an 939, Henri a nommé le comte Gero, fils de son tuteur Thietmar, margrave de l'Est saxonne (marchio orientalis). Les chroniques de Widukind de Corvey parlent de ses croisades contre les Slaves. Selon l'historiographie traditionaliste, Gero régnait sur une vaste territoire, la marca Geronis, bien qu'un domaine seigneurial réel soit difficile à établir avec certitude. Henri Ier n’a pas essayé de germaniser les Slaves ni de dominer toute la région.
Meissen (en français vieilli Misnie), comme Brandebourg, n'était à l’origine qu'un fort isolé. Néanmoins, la ville a grandi pour devenir une des cités les plus importantes de la vaste marca Geronis qui bordait l’est du duché ethnique de Saxe. En 965, à la mort du margrave Gero, sa marche a été subdivisée : l'acte de fondation de l'archidiocèse de Magdebourg, fait par l'empereur Othon le Grand en 968, indiquent l'existence de plusieurs margraves, dont Wigbert de Misnie et Gunther de Mersebourg. La ville de Misnie est devenue la base d’une nouvelle marche destinée à soumettre les Serbes blancs (Sorabes). La même année, le château de Meissen est devenu le siège d’un évêque de l'Église catholique.
Vers l’an 982, la marche s’étend jusqu’à la rivière Neisse à l’est et jusqu’aux monts Métallifères au sud. En 983, après la défaite de l’empereur Otton II au cap Colonne, les tribus slaves bordant l’est de la Saxe se soulèvent. Havelberg et Brandebourg sont détruits, la marche de Zeitz est dévastée. Les margraves de Misnie, de Lusace et de la marche du Nord s'unissent aux troupes de l’évêque d'Halberstadt et de l’archevêque de Magdebourg pour écraser les Slaves ; néanmoins, ils doivent se replier à l’ouest de l’Elbe. Tandis que la marche du Nord est perdue à la suite de la révolte, les domaines au sud restaient sous le contrôle du Saint-Empire.

### Margraviat
Vers l'an 979, un certain Rikdag, peut-être un ancêtre des Wettin, devient margrave de Misnie. Il acquiert en 982 les domaines de Mersebourg et de Zeitz sur la Saale à l'ouest. À sa mort en 985, le titre de margrave de Misnie est donné par l'empereur à Ekkehard Ier, puis à son fils Hermann et à son frère Ekkehard II dont la lignée des Ekkehardiner s'éteint en 1046 à sa mort. En 1002, le duc Boleslas Ier de Pologne envahit les contrées orientales de la marche. Le traité de Bautzen, signé en 1018, met fin à la guerre germano-polonaise : les pays des Milceni autour de Bautzen et Görlitz (la Haute-Lusace ultérieure) sont séparées et reviennent à la Pologne. L'empereur Conrad II le Salique a pu regagner ces territoires jusqu'en 1031 ; la Haute-Lusace a été attribuée au duc Vratislav II de Bohême en 1076. En même temps, le margraviat de Misnie passe en 1046 aux mains des comtes de Weimar-Orlamünde et, en 1067, dans celles de la famille saxonne dite des Brunonides dont le représentant Egbert II de Misnie est renversé en 1089 pendant la querelle des Investitures. Le comte Henri d’Eilenburg lui succède en tant que premier margrave issu de la maison de Wettin.

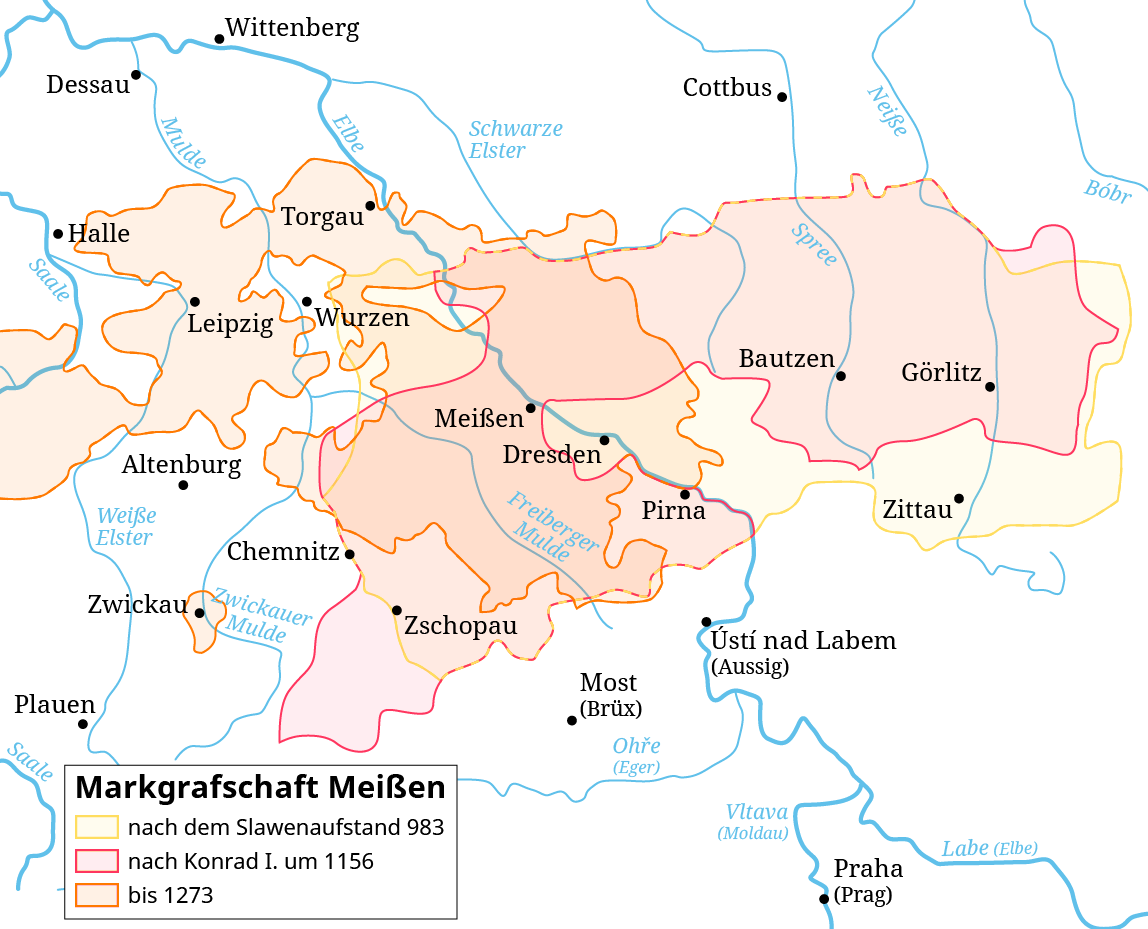
Les acquisitions des margraves de Misnie jusqu'à 1273. Die Umfänge von 983 und 1156, sowie bis 1273 (nach dem Verlust des Bautzener Landes an Böhmen 1156 und nach Westen verschiebt)

Au début du XIIe siècle, sous Wiprecht de Groitzsch, la germanisation de la Misnie débute enfin. Lors de l'arrivée du margrave Conrad Ier, dit le Pieux ou le Grand en 1123, la dynastie des Wettin prend définitivement le gouvernement en Misnie. Sous le règne de ses successeurs Othon II le Riche (1156–1190) et Thierry l'Exilé (1210–1221) la marche fut développée et étend ses limites. En 1195, une tentative de l'empereur Henri VI pour confisquer la marche en tant que fief vacant a été contrecarrée. Pendant le Grand Interrègne, en 1264, le margrave Henri III prend part à la guerre de Succession de Thuringe où son oncle Henri le Raspon était mort sans laisser d’héritier direct. Entre 1243 et 1255, il s’était déjà emparé de la région sur la Pleiße autour d’Altenbourg. Le roi Albert Ier du Saint-Empire voulait obliger les margraves de Misnie à se soumettre à son autorité, mais il est défait à la bataille de Lucka en 1307. À cette époque, le margraviat était de facto une principauté indépendante.
Par la suite, la marche est gouvernée en commun par  plusieurs membres de la dynastie des Wettin. En 1382 et à nouveau en 1445, cela a mène au morcellement du territoire. Les pays de Misnie, du landgraviat de Thuringe et de la Pleiße sont réunifiés après l’extinction des branches cadettes de la dynastie. Cela n’a pas empêché les territoires soumis aux Wettin de s’agrandir grâce à des mariages, à des achats ou à des conquêtes. Le margraviat obtient les privilèges du burgraviat à Meissen en 1426. À la fin du XVe siècle, les Wettin règnent sur toute la région comprise entre la Werra et l’Oder. Le margrave Guillaume Ier de Misnie commença à construire le château de la Résidence de Dresde vers l'an 1400.

### Électorat
Lorsque la maison d'Ascanie dans le duché de Saxe-Wittemberg s'éteint en 1423, le margrave Frédéric le Belliqueux devient prince-électeur et comte palatin de Saxe. Finalement, le margraviat entre dans l'électorat de Saxe et perd son statut de principauté autonome. Par le traité de Leipzig en 1485, la Saxe et la Thuringe se séparent définitivement, après la division du territoire entre les frères Ernest et Albert III de Saxe. Les duchés ernestines sont les précurseurs du land actuel de Thuringe, l'État albertin devint le land de Saxe.